# لحلاح ألبي
اللحلاح الألبي نوع نباتي يتبع جنس اللحلاح من الفصيلة اللحلاحية. يبدو كنسخة مصغرة من اللحلاح الخريفي. موطنه وسط أوروبا.

## معرض صور

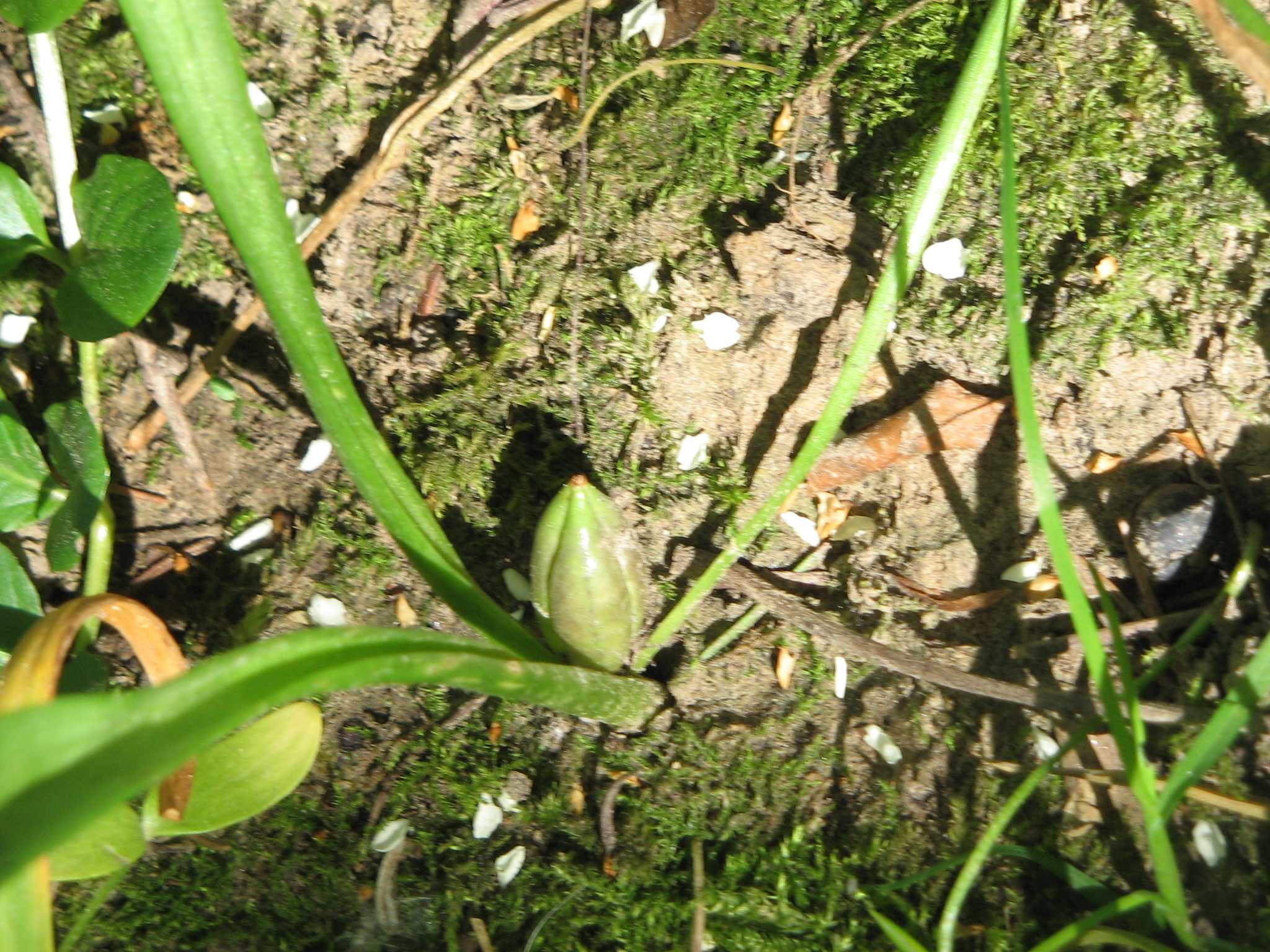
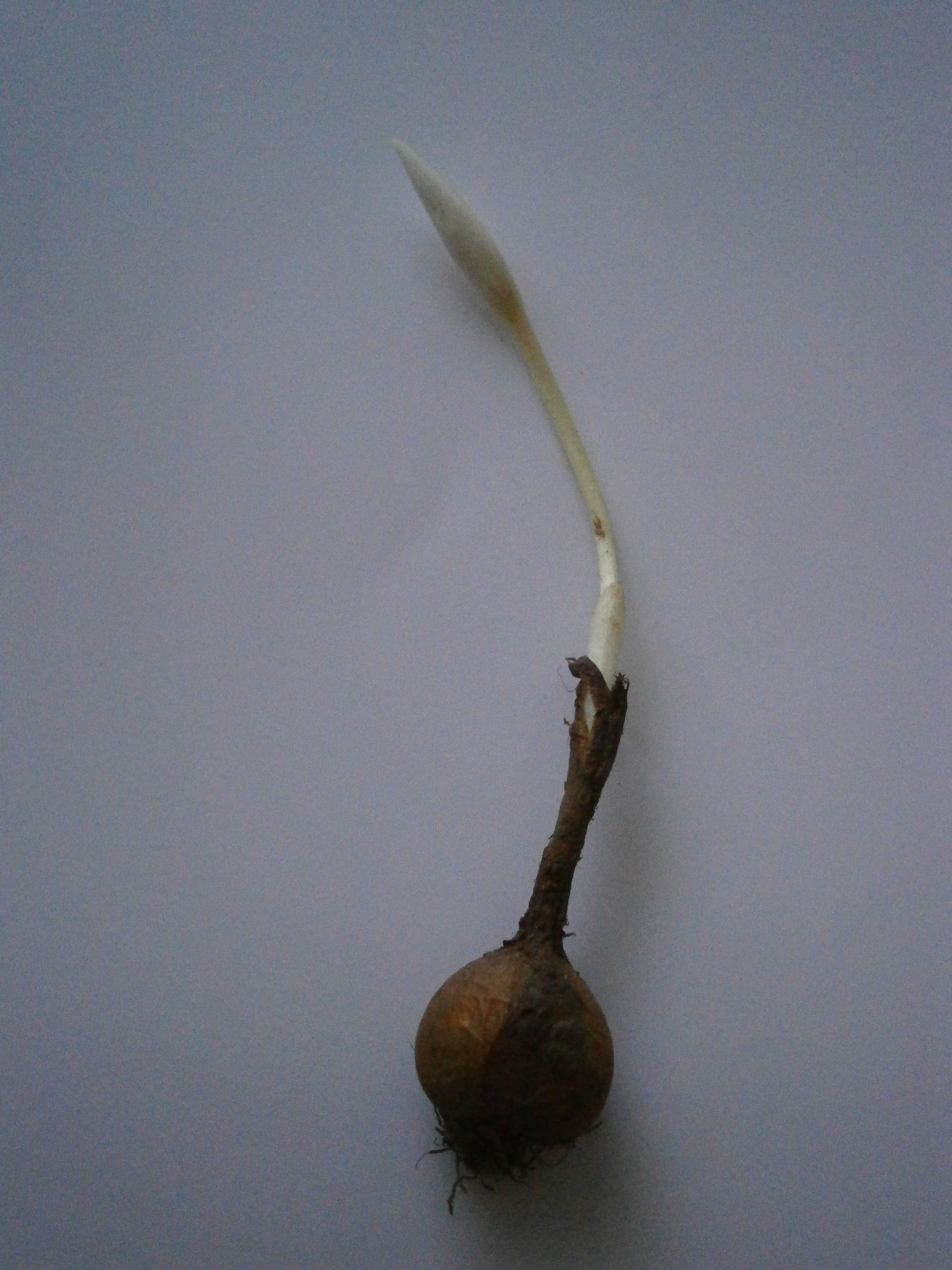
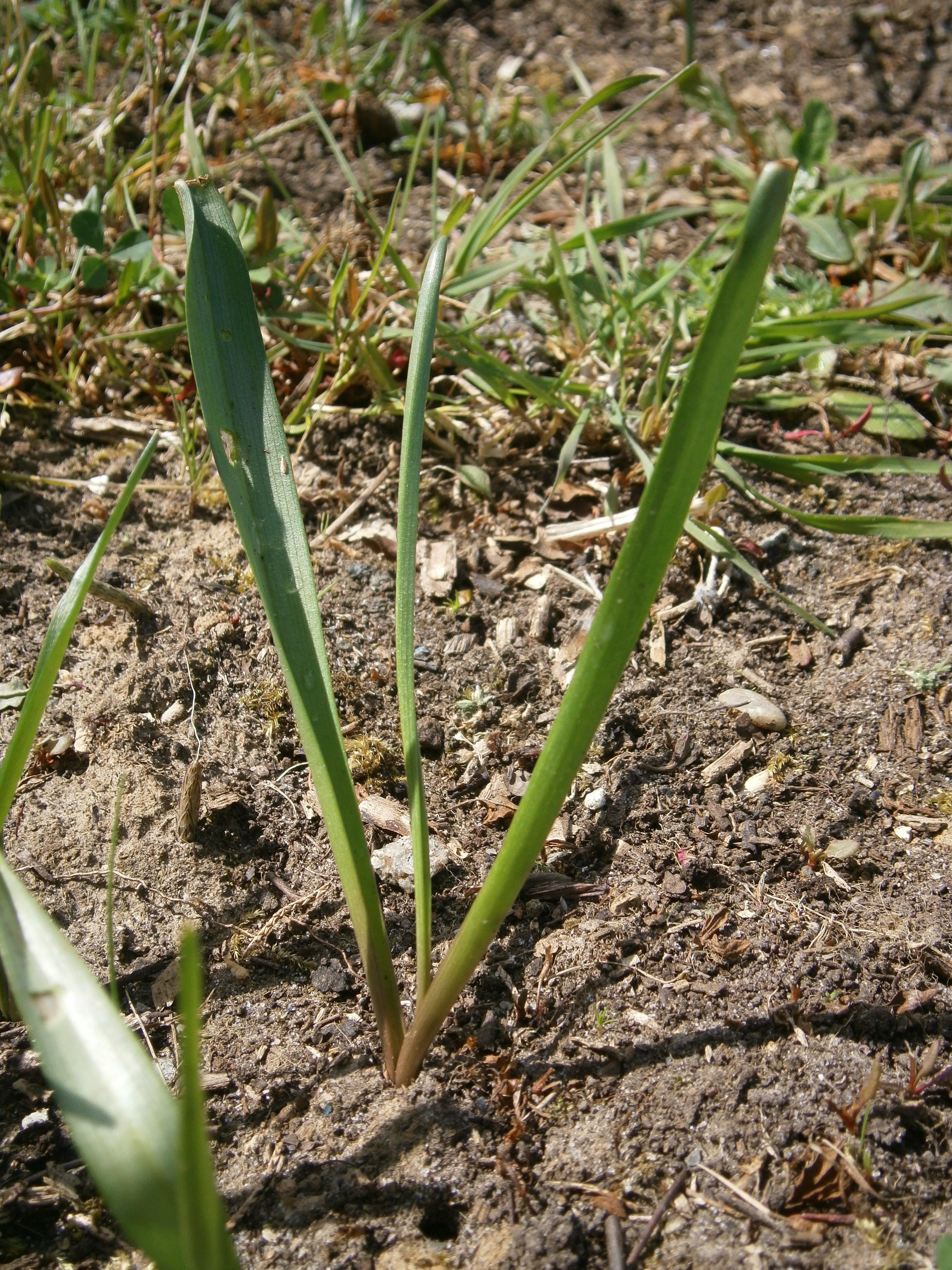
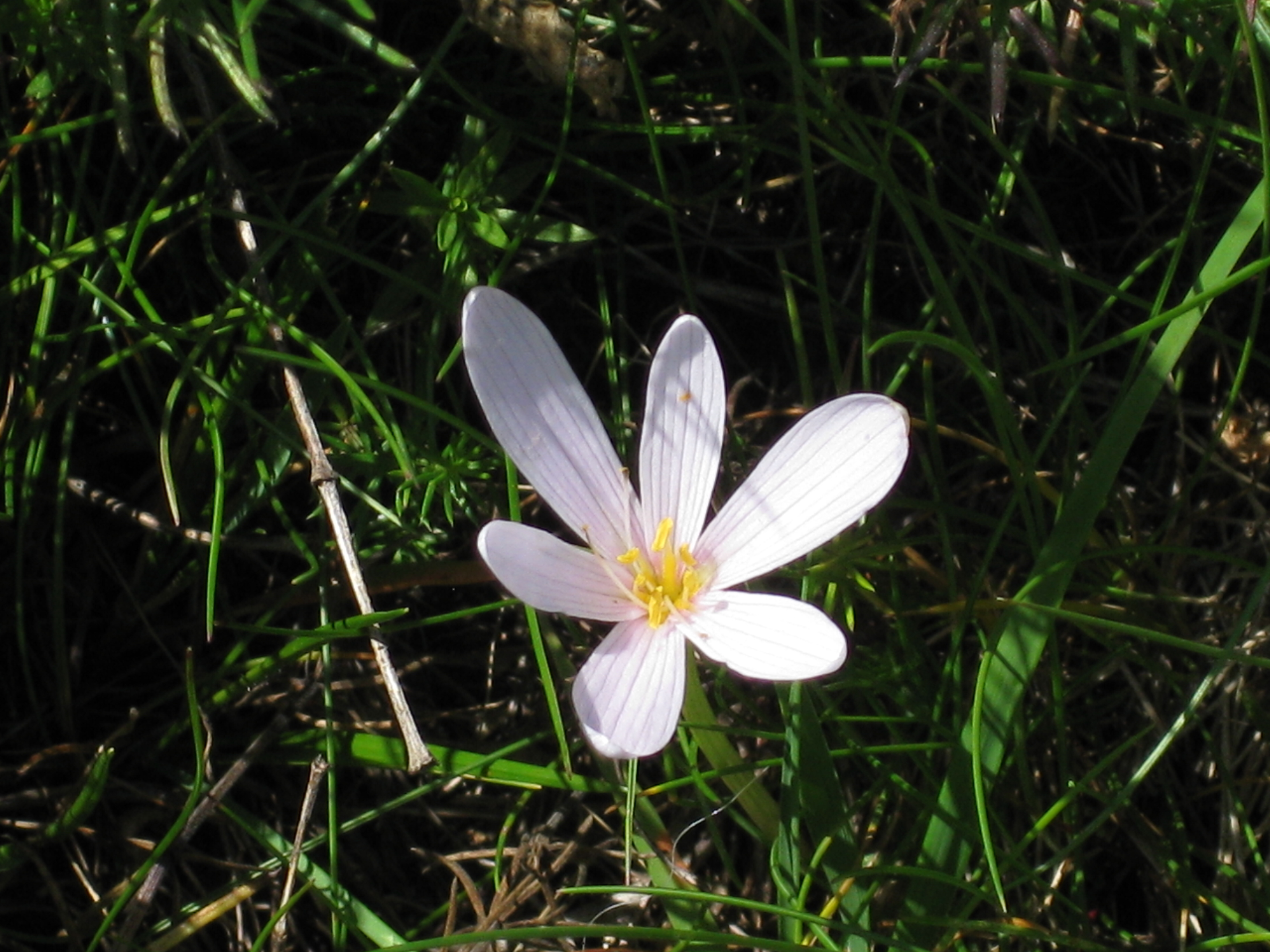
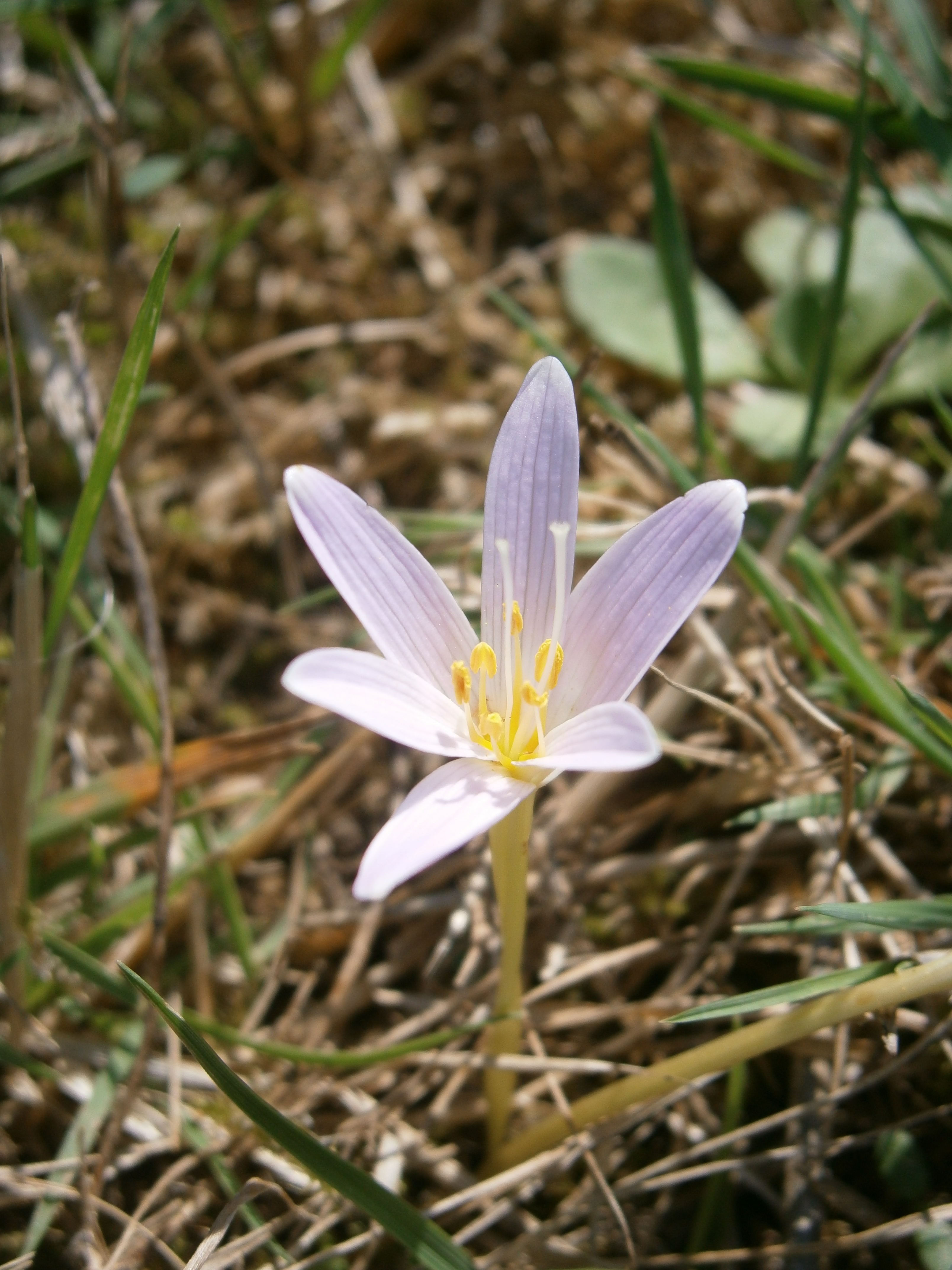